# Pethia
Pethia ist eine südasiatische Gattung der Karpfenfische (Cyprinidae). Fast alle Arten der Gattung kommen nur in Indien, auf Sri Lanka oder im Norden Myanmars vor. Lediglich die Sonnenfleckbarbe (Pethia stoliczkana) dehnt das Verbreitungsgebiet der Gattung nach Thailand und Laos aus. Zur Gattung, die erst im Sommer 2012 aufgestellt wurde, gehören etwa 40 Arten die, als Puntius conchonius-Artengruppe zusammengefasst, zur Sammelgattung Puntius und davor teilweise zu Barbus gehörten. Der Gattungsname wurde von „Pethia“ übernommen, der Bezeichnung für kleine Karpfenfische in der auf Sri Lanka gesprochenen Singhalesischen Sprache.

## Merkmale
Pethia-Arten erreichen als ausgewachsene Fische normalerweise eine Standardlänge von weniger als 5 cm, ausnahmsweise bis 8 cm. Ihr Körper ist hochrückig und seitlich leicht abgeflacht. Diagnostische Merkmale der Gattung sind 3 oder 4 unverzweigte und 8 verzweigte Rückenflossenstrahlen, der steife und gesägte letzte unverzweigte Flossenstrahl der Rückenflosse, 3 unverzweigte und 5 verzweigte Afterflossenstrahlen, einfache Kiemenrechen (zugespitzt, nicht verzweigt oder lamellenartig abgeplattet), der breite Infraorbitalknochen Nr. 3 (Knochen um die Augen), der teilweise den Vorkiemendeckel überlappt, das Fehlen von freien Uroneuralia, 4 Wirbel mit Dornfortsätzen (Supraneuralien) und 11 bis 13 Wirbel im Abdomen sowie 13 bis 16 in der Schwanzwirbelsäule. Die Seitenlinie ist vollständig, unterbrochen, oder, der häufigste Fall, unvollständig mit 19 bis 24 Schuppen im Seitenlinienverlauf. Rostral-Barteln fehlen, meist auch die Maxillar-Barteln; wenn letztere vorhanden sind, sind sie winzig. Die Farbzeichnung besteht aus einem schwarzen Fleck auf der Schwanzwurzel und zusätzlich regelmäßig aus weiteren schwarzen Flecken, Punkten oder Streifen auf den Körperseiten.

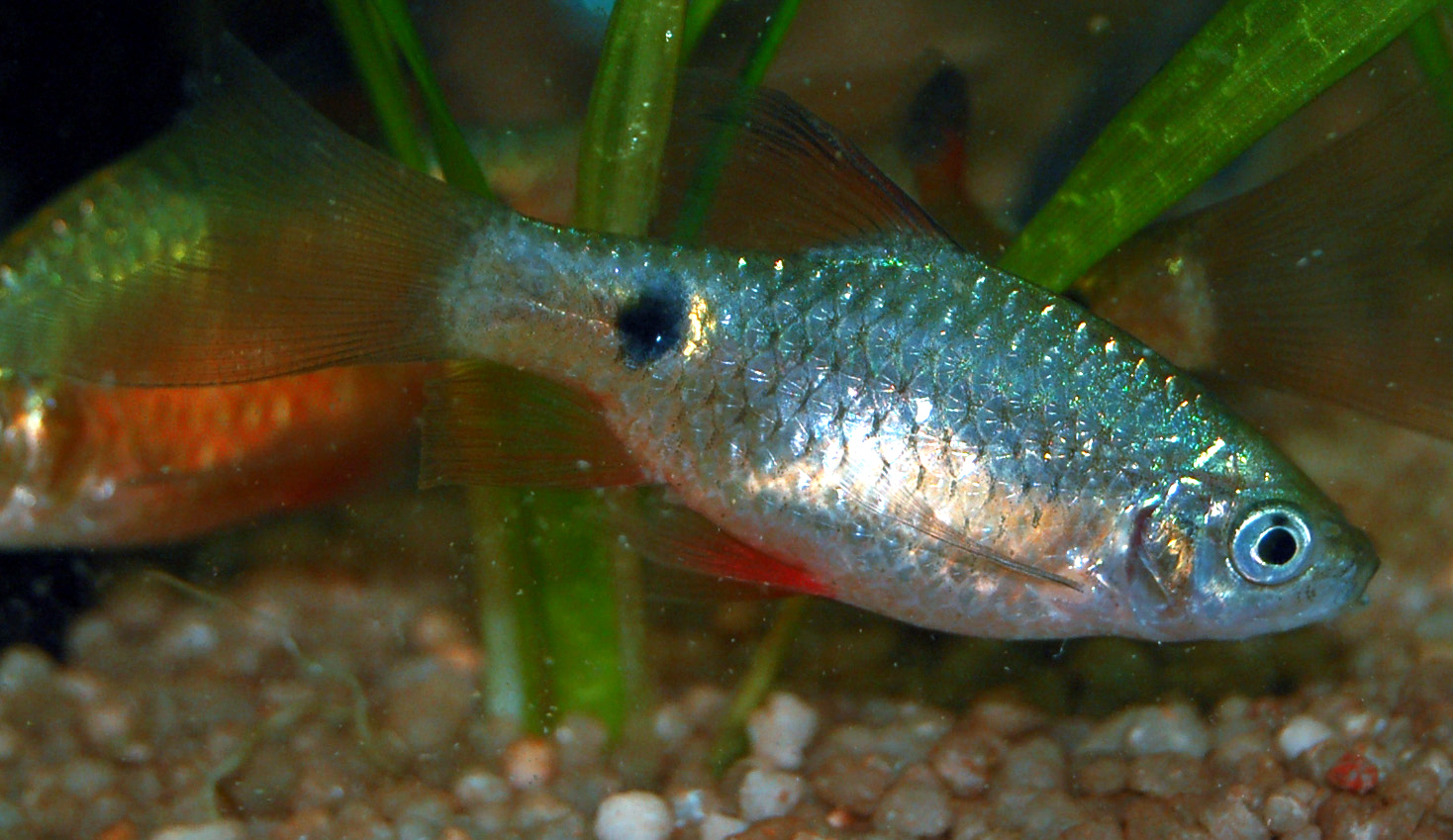
Prachtbarbe (Pethia conchonius)

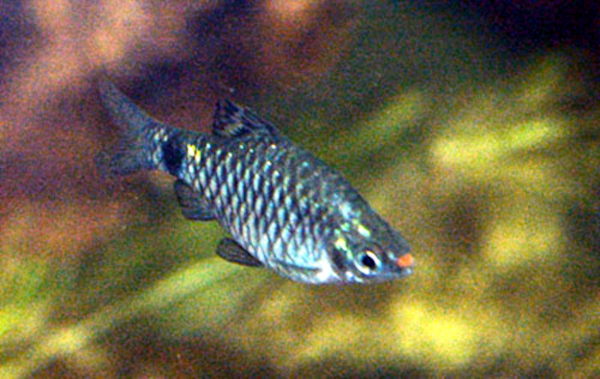
Pethia erythromycter

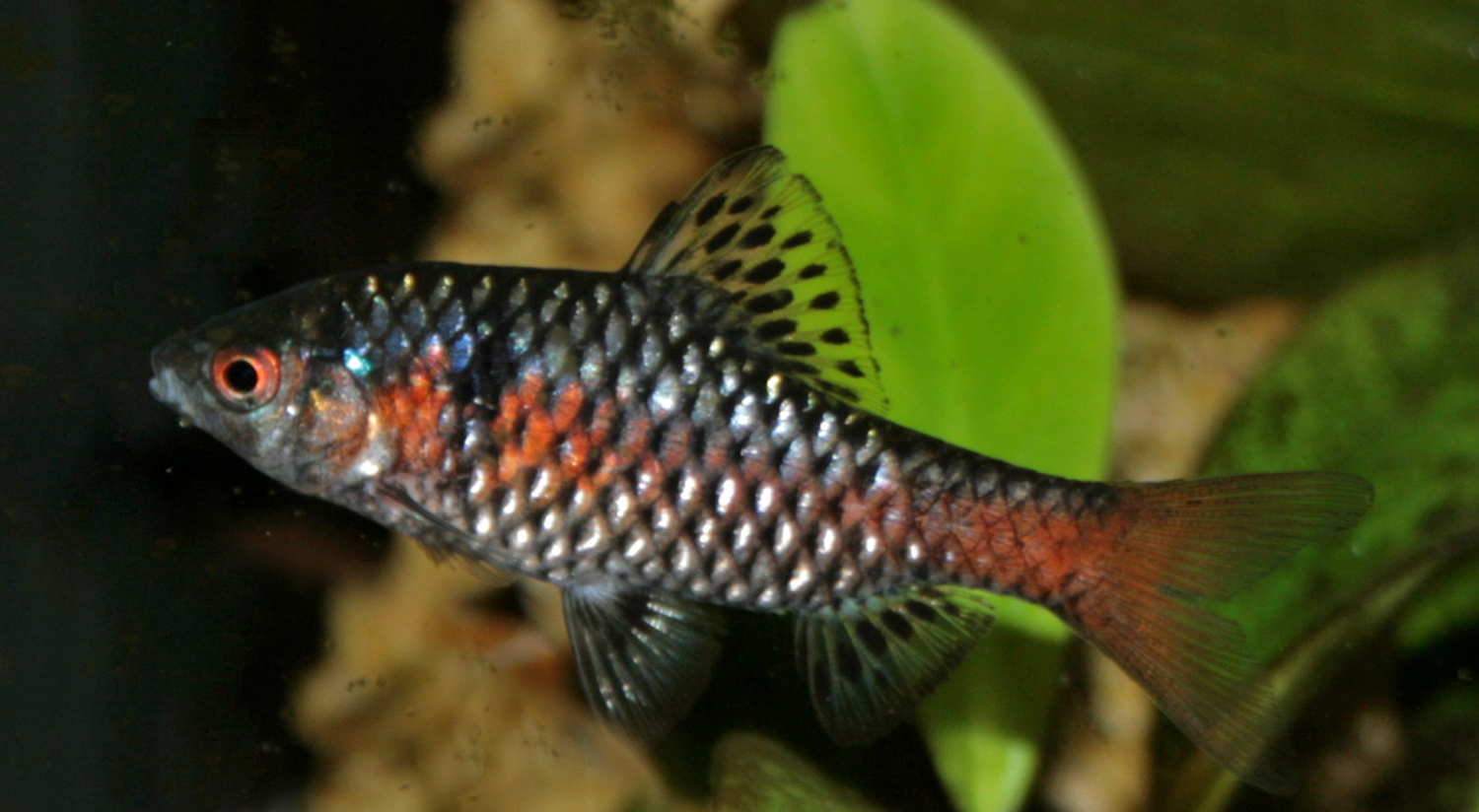
Odessabarbe (Pethia padamya)

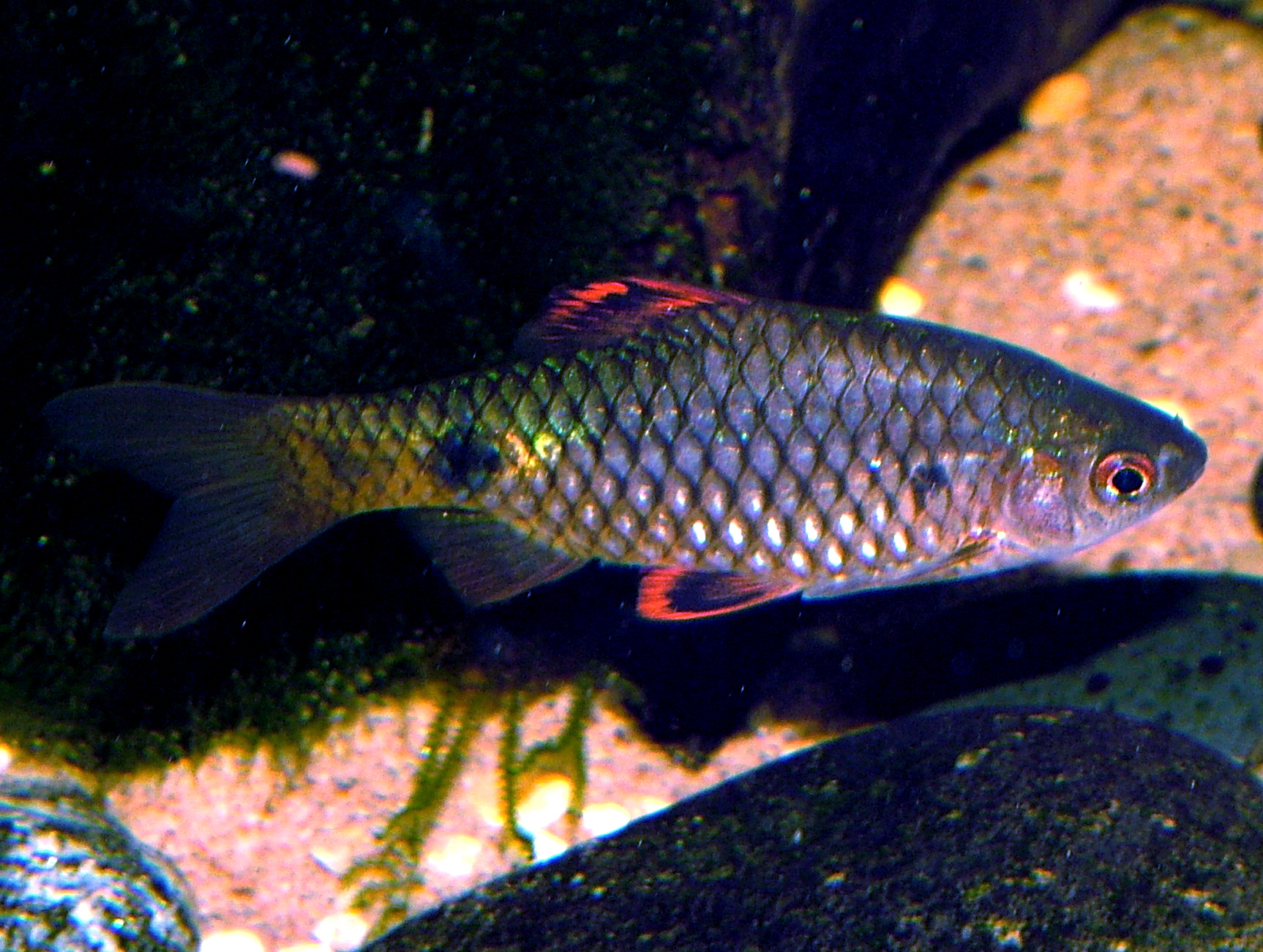
Sonnenfleckbarbe (Pethia stoliczkana)

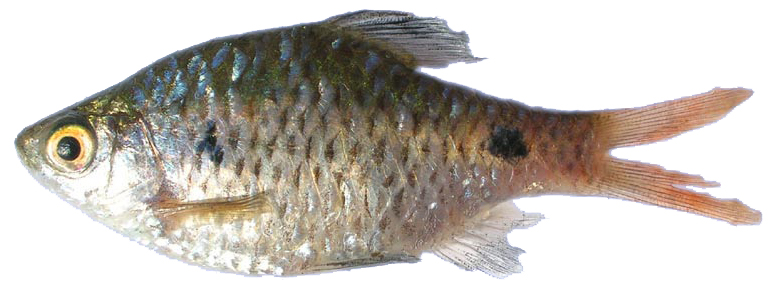
Zweipunktbarbe (Pethia ticto)

## Arten
Folgende Arten werden in die Gattung Pethia gestellt (Erstbeschreiber in Klammern bei Arten, die früher Puntius oder Barbus zugeordnet wurden):
- Pethia arunachalensis Shangningam et al., 2020
- Pethia atra (Linthoingambi & Vishwanath, 2006)
- Pethia aurea Knight, 2013
- Bandulabarbe (Pethia bandula Kottelat & Pethiyagoda, 1991)
- Prachtbarbe (Pethia conchonius Hamilton, 1822)
- Ceylonbarbe (Pethia cumingii Günther, 1868)
- Pethia didi (Kullander & Fang, 2005)
- Pethia erythromycter (Kullander, 2008)
- Pethia expletiforis Dishma & Vishwanath, 2013
- Fleckenzwergbarbe (Pethia gelius Hamilton, 1822)
- Pethia khugae (Linthoingambi & Vishwanath, 2007)
- Pethia longicauda Katwate et al., 2014
- Pethia lutea Katwate et al., 2014
- Pethia macrogramma (Kullander, 2008)
- Pethia manipurensis (Rema Devi & Viswanath, 2000)
- Pethia meingangbii (Arunkumar & Singh, 2003)
- Pethia melanomaculata (Deraniyagala, 1956)
- Pethia muvattupuzhaensis (Jameela, Beevi & Ramachandran, 2005)
- Pethia nankyweensis (Kullander, 2008)
- Pethia narayani (Hora, 1937)
- Pethia nigripinnis (Knight et al., 2012)
- Purpurkopfbarbe (Pethia nigrofasciata Günther, 1868) (Typusart)
- Pethia ornatus (Vishwanath & Laisram, 2004)
- Odessabarbe (Pethia padamya Kullander & Britz, 2008)
- Zwergbarbe (Pethia phutunio Hamilton, 1822)
- Pethia poiensis Shangningham & Vishwanath, 2018
- Pethia pookodensis (Mercy & Jacob, 2007)
- Pethia punctata (Day, 1865)
- Pethia reval (Meegaskumbura, Silva, Maduwage & Pethiyagoda, 2008)
- Pethia rutila Lalramliana et al., 2014
- Pethia sahit Katwate et al., 2018
- Pethia sanjaymoluri Katwate et al., 2016
- Pethia setnai (Chhapgar & Sane, 1992)
- Pethia shalynius (Yazdani & Talukdar, 1975)
- Sonnenfleckbarbe (Pethia stoliczkana Day, 1871)
- Pethia striata Atkore et al., 2015
- Pethia thelys (Kullander, 2008)
- Pethia tiantian (Kullander & Fang, 2005)
- Zweipunktbarbe (Pethia ticto Hamilton, 1822)
- Pethia yuensis (Arunkumar & Tombi Singh, 2003)